# Верёвкин, Максим Евгеньевич
Максим Евгеньевич Верёвкин (род. 12 января 1990, Соликамск, Пермская область) — российский хоккеист, защитник.

## Биография
Воспитанник соликамского хоккея и пермского «Молота». Дебютировал в сезоне-2006/07 первой лиги за команду «Олимпия-2» Кирово-Чепецк. Со следующего года — в «Молоте-Прикамье». В сезонах 2007/08 — 2010/11 в основном выступал за фарм-клуб «Молот-Прикамье-2» / «Октан» в первой лиге и МХЛ-Б. С сезона 2011/12 — игрок «Молота-Прикамье» в ВХЛ. В сезоне-2015/16 провёл 33 матче в КХЛ за «Амур» и 5 — в ВХЛ за партнёрский клуб «Буран» Воронеж. Сезон-2016/17 отыграл в ВХЛ за «Торпедо» Усть-Каменогорск. Следующий сезон начал в «Ижстали», 25 октября 2017 года перешёл в «Северсталь», за которую провёл 18 матчей в КХЛ. В дальнейшем — игрок команд ВХЛ «Рубин» (2018/19), «Югра» (2019/20 — 2021/22), «Молот» (2022/23 — 2023/24), «Зауралье» (с 2024/25).